# جوردير جيت
جوردير جيت (بالإنجليزية: Jordair Jett)‏ مواليد 17 أغسطس 1991، هو لاعب كرة سلة أمريكي. بدأ مسيرته الاحترافية في سنة 2015. يبلغ طوله 6 قدم 1 بوصة (1.9 م). لعب مع تاونسفيل كروكودايلز وساوثلاند شاركز.